# Me (single álbum)
Me (estilizado em letras maiúsculas) é o single álbum de estreia da cantora sul-coreana Jisoo. Lançado em 31 de março de 2023 pela YG Entertainment e Interscope Records. É um disco pop e trap que mistura dança, synth-pop, instrumentos tradicionais coreanos em sua produção. Suas letras exploram casos românticos, superando um relacionamento e o autodesenvolvimento de Jisoo como pessoa. Como diretora criativa, Jisoo trabalhou com colaboradores de longa data 24 e R. Tee.
O álbum físico estreou em primeiro lugar no Circle Album Chart com 1,03 milhão de cópias vendidas em menos de dois dias, tornando-se o álbum mais vendido por uma solista feminina na história da parada e o primeiro a ultrapassar um milhão de vendas. Recebeu críticas geralmente favoráveis dos críticos musicais, que elogiaram suas letras sofisticadas e produção que destacou os vocais únicos de Jisoo.
"Flower" foi lançado como single principal no mesmo dia em que o álbum foi lançado. A canção alcançou a posição número dois na Billboard Global 200 e no Circle Digital Chart e se tornou a música de maior sucesso de uma solista coreana no Canadian Hot 100, no NZ Singles Chart e no UK Singles Chart.

## Antecedentes
Após o lançamento do single solo de Jennie, "Solo" (2018), do álbum solo de Rosé, R (2021), e do álbum solo de Lisa, Lalisa (2021), a atenção voltou-se para Jisoo como o último membro do Blackpink. para estrear como solista. Durante uma entrevista para a Rolling Stone, a cantora compartilhou que não tinha certeza sobre seguir uma carreira musical fora do grupo e ainda estava tentando descobrir a direção que ela tomaria. Em 2 de janeiro de 2023, a YG Entertainment confirmou que Jisoo estava em processo de gravação de música para seu único álbum e havia concluído as filmagens das sessões de fotos da capa do álbum. Em 21 de fevereiro, sua gravadora revelou que as filmagens de seu videoclipe estavam em andamento em um local ultrassecreto no exterior, com o maior orçamento de produção que já investiram em um videoclipe do Blackpink.

## Composição
Me é um disco de pop e trap, que mistura dança, synth-pop, instrumentos coreanos tradicionais e elementos caribenhos. É uma exploração dos casos românticos de Jisoo e seu autodesenvolvimento como pessoa. Ele destaca seus pontos fortes vocais por meio de "fluxos descontraídos e letras insaciáveis", enquanto ela narra a história de uma garota de coração partido que supera e deixa um relacionamento tóxico com "confiança intocável" nas duas faixas. 
O único álbum abre com seu single principal "Flower", uma música de dança, pop e trap mid-tempo que incorpora melodias tradicionais coreanas e elementos caribenhos .  É caracterizado por um som de baixo "distintivo", arranjo mínimo, letras poéticas e "vocais únicos de Jisoo". Sua letra fala sobre a superação de um relacionamento tóxico,  onde o protagonista deixa o relacionamento "deixando para trás nada além do cheiro da flora". Na música a palavra "Flower" foi usada como uma metáforapara descrever o desgosto da cantora, de acordo com a letra, "Nada sobrou além do perfume da flor." Eventualmente, as "flores vêm por conta própria e florescem" conforme os protagonistas deixam o relacionamento tóxico e voltam a si mesmas, com a letra "A primavera chega e dizemos tchau, tchau" 
A segunda faixa do álbum, "All Eyes on Me", é uma música dance-pop e EDM animada que incorpora elementos de synth-pop. Sua letra é sobre uma mulher que sabe o seu valor e o que merece, com letra: “Um não é o bastante, olhe nos meus olhos/ não quero a metade, olhe só para mim/ Isso é um dado, não é tão ganancios.”

## Lançamento
Em 5 de março, teasers foram carregados nas contas de mídia social do Blackpink, confirmando que o projeto solo de Jisoo seria lançado em 31 de março de 2023.

## Lista de faixas
| Lista de faixas de Me |                  |                      |                     |                |         |  |
| N.º                   | Título           | Letras               | Música              | Arranjo        | Duração |  |
| 1.                    | "Flower (꽃)"    | Vince Kush VVN Teddy | 24 VVN Kush         | 24             | 2:53    |  |
| 2.                    | "All Eyes on Me" | Teddy Vince          | Teddy R. Tee 24 VVN | 24 R. Tee      | 2:44    |  |
| Duração total:        | Duração total:   | Duração total:       | Duração total:      | Duração total: | 5:37    |  |

| Me – Somente CD (faixas bônus) |                                 |                      |                |         |  |
| N.º                            | Título                          | Música               | Arranjo        | Duração |  |
| 3.                             | "Flower (Instrumental)"         | Vince Kush VVN Teddy | 24 VVN Kush    | 2:53    |  |
| 4.                             | "All Eyes on Me (Instrumental)" | Teddy R. Tee 24 VVN  | 24 R. Tee      | 2:44    |  |
| Duração total:                 | Duração total:                  | Duração total:       | Duração total: | 11:14   |  |

Notas
- "Flower" é estilizado em letras maiúsculas.

## Refêrencias
1. ↑  «Me: Jisoo From BLACKPINK Drops Solo Trap-Pop Album». Lifestyle Asia. Consultado em 25 de abril de 2025
2. ↑  Zellner, Xander (12 de abril de 2023). «10 First Timers on Billboard's Charts This Week: Jisoo, Luh Tyler, Xikers, Sam Barber & More». Billboard (em inglês). Consultado em 3 de maio de 2023
3. ↑  «BLACKPINK's Jisoo And IVE Earn Double Crowns On Circle Weekly Charts». Soompi (em inglês). 13 de abril de 2023. Consultado em 3 de maio de 2023
4. ↑  «JISOO becomes the highest peaking K-pop Female soloist on the Canadian HOT100 Chart as she debuts on the #30 spot 🤍💫 FLOWER debuts at #4...». Quora (em inglês). Consultado em 3 de maio de 2023
5. ↑  «Flower by Jisoo - Music Charts». acharts.co. Consultado em 3 de maio de 2023
6. ↑  Brandle, Lars (11 de abril de 2023). «BlackPink's Jisoo Nabs First U.K. Top 40 Single With 'Flower'». Billboard (em inglês). Consultado em 3 de maio de 2023
7. ↑  Kang, Haeryun (27 de maio de 2022). «Blackpink's Jisoo on Fame, Mental Health, and (Maybe) Going Solo». Rolling Stone (em inglês). Consultado em 3 de maio de 2023
8. ↑  기자, 윤상근. «블랙핑크 지수, 2023년 솔로 컴백 확정 "재킷 촬영 끝"[공식]». entertain.naver.com (em coreano). Consultado em 3 de maio de 2023
9. ↑  Ent, Y. G. «블랙핑크 지수, 솔로 데뷔 임박…"재킷 사진 촬영 마쳐"». YG LIFE (em coreano). Consultado em 3 de maio de 2023
10. ↑  기자, 이승훈. «YG, "지수 솔로 MV 역대급 제작비..해외 올로케"[공식]». n.news.naver.com (em coreano). Consultado em 3 de maio de 2023
11. ↑  «BLACKPINK's Jisoo drops her debut solo album 'Me' with two trap-pop dance tracks». Lifestyle Asia India (em inglês). 31 de março de 2023. Consultado em 3 de maio de 2023
12. ↑  cue (6 de março de 2023). «Jisoo last member of Blackpink to make solo debut, on March 31 | The Straits Times». www.straitstimes.com (em inglês). Consultado em 3 de maio de 2023